# Шакенський сільський округ
Шаке́нський сільський округ (каз. Шәкен ауылдық округі, рос. Шакенский сельский округ) — адміністративна одиниця у складі Казалінського району Кизилординської області Казахстану. Адміністративний центр — село Шакен.
Населення — 680 осіб (2021; 687 у 2009, 830 у 1999, 850 у 1989).
Станом на 1989 рік існувала Арикбалицька сільська рада (села 40 літ Казахської РСР, Шакен, Шилі, Шулкум). Пізніше села Шакен, Шилі, Шолком утворили окремий Шакенський сільський округ.

## Склад
До складу округу входять такі населені пункти:
| Населений пункт | Колишні назви | Населення, осіб (1989) | Населення, осіб (1999) | Населення, осіб (2009) | Населення, осіб (2021) |
| --------------- | ------------- | ---------------------- | ---------------------- | ---------------------- | ---------------------- |
| Шакен, село     | -             | 407                    | 416                    | 298                    | 393                    |
| Шилі, село      | -             | 205                    | 232                    | 247                    | 267                    |
| Шолкум, село    | Шулкум        | 238                    | 185                    | 142                    | 20                     |